# Nautilus stenomphalus
Nautilus stenomphalus is een inktvissensoort uit de familie Nautilidae (nautilussen), die tot de stam der weekdieren (Mollusca) behoort. De soort is hoofdzakelijk een aaseter, die ook wel kleine levende prooien pakt als hij de kans krijgt.
Nautilus stenomphalus werd beschreven en in 1849 gepubliceerd door Sowerby. Voor het onderscheid met Nautilus pompilius en N. macromphalus, zie onder die laatste. De maximale diameter van de schelp van Nautilus stenomphalus is zo'n 170 mm.
De soort komt voor in het zoute water langs de oostkust van Australië, in het Groot Barrièrerif.